# Parque Natural Municipal Chico Mendes
Parque Natural Municipal Chico Mendes är en park i Brasilien.   Den ligger i delstaten Rio de Janeiro, i den sydöstra delen av landet, 900 km sydost om huvudstaden Brasília. Parque Natural Municipal Chico Mendes ligger 10 meter över havet. Den ligger vid sjön Lagoa Pequena.
Terrängen runt Parque Natural Municipal Chico Mendes är kuperad åt nordväst, men österut är den platt. Havet är nära Parque Natural Municipal Chico Mendes åt sydost.Trakten är tätbefolkad. Närmaste större samhälle är Barra da Tijuca, 11,0 km öster om Parque Natural Municipal Chico Mendes. 
Runt Parque Natural Municipal Chico Mendes är det i huvudsak tätbebyggt.